# Andrena phaneroleuca
Andrena phaneroleuca är en biart som beskrevs av Cockerell 1929. Andrena phaneroleuca ingår i släktet sandbin, och familjen grävbin. Inga underarter finns listade i Catalogue of Life.